# Werdumer Mühle
De Werdumer Mühle is een windmolen in de Duitse plaats Werdum
De grondzeiler werd in 1748 gebouwd. Op de locatie stond eerst een standerdmolen uit de 16e eeuw.
Na grote stormschade werd de Werdumer molen in 1802 geheel herbouwd. Tot 1929 was de molen in het bezit van de heer van het plaatselijke landgoed, daarna van de familie Post, die tot op heden de bijhorende bakkerij exploiteert. Men vermoedt, dat de Werdumer molen de eerste molen in Oost-Friesland was, die ingericht werd om te malen. In 2002 werd de molen voor het laatst gerestaureerd. In de molen is een kleine oudheidkamer ingericht. De molen is, wanneer ze geopend is, kosteloos te bezichtigen.